# Dụ Phong
Dụ Phong (tiếng Trung: 裕豐; 1769 – 1833) là một hoàng thân của nhà Thanh trong lịch sử Trung Quốc, người thừa kế 1 trong 12 tước vị Thiết mạo tử vương.

## Cuộc đời
Dụ Phong sinh vào ngày 11 tháng 9 (âm lịch) năm Càn Long thứ 34 (1769), trong gia tộc Ái Tân Giác La. Ông là con trai trưởng của Dự Lương Thân vương Tu Linh và Đích Phúc tấn Phú Sát thị, con gái của Thừa ân công Phó Văn – anh trai Hiếu Hiền Thuần hoàng hậu. Sau khi cha qua đời vào năm Càn Long thứ 52 (1787), Dụ Phong được thế tập tước vị Dự Thân vương đời thứ 8.
Năm thứ 60 (1795), tháng 2, quản lý Tương Hồng kỳ Giác La học (镶红旗觉罗学). Năm Gia Khánh thứ 18 (1813), sự kiện Thiên Lý giáo xảy ra, thuộc hạ của ông do có tham gia vào khởi nghĩa nên ông bị hạch tội mà bị đoạt tước. Tước vị sẽ do em trai thứ ba là Dụ Hưng thế tập. Ông qua đời vào giờ Dậu ngày 25 tháng 2 (âm lịch) năm Đạo Quang thứ 13 (1833), thọ 65 tuổi.

## Gia quyến

### Thê thiếp
- Đích Phúc tấn: Phú Sát thị (富察氏), con gái của Minh Hưng (明興). Minh Hưng là con trai của Quảng Thành, anh trai của Hiếu Hiền Thuần Hoàng hậu.
- Thứ thiếp: Vương thị (王氏), con gái của Vương Minh (王明).

### Con trai
1. Cần Trì (勤池; 1789 – 1790), mẹ là Đích Phúc tấn Phú Sát thị. Chết yểu.
2. Thiện Trưng (善徵; 1795 – 1840), mẹ là Đích Phúc tấn Phú Sát thị. Có hai con trai.
3. Thiện Hân (善欣; 1798 – 1798), mẹ là Đích Phúc tấn Phú Sát thị. Chết yểu.
4. Thiện Tuần (善循; 1806 – 1855), mẹ là Thứ thiếp Vương thị, làm tới chức Viên ngoại lang. Có ba con trai.